# Павленко Віра Іванівна
Віра Іванівна Павле́нко (нар. 17 липня 1912, Катеринослав — пом., 2 червня 1991, Київ) — українська радянська художниця кераміки; член Спілки радянських художників України. Заслужена майстриня народної творчості УРСР з 1960 року. Дочка художниці Параски Павленко, сестра художниці Ганни Павленко-Черниченко.

## Життєпис
Народилась 4 [17] липня 1912 року у місті Катеринославі (нині Дніпро, Україна). Юнацькі роки провела у селі Петриківці. Навчалася ремесла у матері. 1936 року була запрошена до Київських експериментальних художнійх майстерень. Протягом 1937—1939 років навчалася в Київській школі народних майстрів.
З 1944 по 1968 рік (з перевою) працювала в художній лаболаторії на Київському експериментальному кераміко-художньому заводі. Жила у Києві, в будинку на провулку Академіка Філатова, № 3/1, квартира № 23. Померла у Києві 2 червня 1991 року.

## Творчість
Працювала в галузі декоративного мистецтва (петриківський розпис). Виконувала декоративні розписи на порцелянових та фаянсових виробах — вазах («Ювілейна», 1967; «Весільна», 1972), настінних тарелях і блюдах, столових сервізах, сервізах для чаю та кави, сувенірах. Створювала декоративні панно на папері. Авторка творів декоративної графіки («Українські дівчата», «Птахи на гілці», «Калина»), художніх листівок, книжкового оформлення, підлакових розписів.
На шевченківську тематику у 1961 році створила ювілейні блюда і тарілки, панно «Наша думка, наша пісня не вмре, не загине» та у 1964 році — панно з силуетом Тараса Шевченка та два ювілейних панно, таріль «Соловейко в темнім гаї сонце зустрічає», блюдо «І буде правда на землі» (Національний музей Тараса Шевченка).
Брала участь у республіканських виставках з 1936 року, всесоюзних — з 1938 року, зарубіжних — з 1939 року. Її твори експонувалися на виставках у Парижі, Брюсселі, Кабулі, Лейпцигу, Токіо, Нью-Йорку та інших містах.
Багата колекція творів художниці зберігається у Національному музеї українського народного декоративного мистецтва у Києві.